# کسانی که آرزوی مرگ مرا می‌کنند
کسانی که آرزوی مرگ مرا می‌کنند (انگلیسی: Those Who Wish Me Dead) یک فیلم اکشن و دلهره‌آور آمریکایی به کارگردانی تیلور شریدان با فیلمنامه ای از مایکل کوریتا، چارلز لیویت و شریدان است که براساس رمانی به همین نام از کوریتا ساخته شده است. در این فیلم آنجلینا جولی، نیکلاس هولت، فین لیتل، آیدان گیلن، مدینه سنگور، تایلر پری، جیک وبر و جان برنثال بازی می‌کنند. آنجلینا جولی در این فیلم نقش یک آتش‌نشان را بازی می‌کند. این فیلم در تاریخ ۱۴ مه سال ۲۰۲۱ در ایالات متحده اکران شد.

## داستان
فیلم ماجرای پسر نوجوانی را روایت می‌کند که شاهد یک قتل وحشیانه بوده و حال، به واسطه برنامه حفاظت از شاهد تحت مراقبت نامحسوس پلیس است. در این بین، او برای پنهان شدن از دست دو قاتل بی رحمی که قصد جانش را دارند، به درون جنگل می‌گریزد اما حال، باید جانش را هم از خطر قاتل‌ها نجات دهد و هم از خطر آتش‌سوزی مهیبی که جنگل را فرا گرفته …

## تولید
فیلمبرداری در ماه مه ۲۰۱۹ در نیومکزیکو آغاز شد، با پایان تولید در ژوئیه ۲۰۱۹ اعلام شد.